# Brackel
Brackel är en kommun och ort i Landkreis Harburg i förbundslandet Niedersachsen i Tyskland.
Kommunen ingår i kommunalförbundet Samtgemeinde Hanstedt tillsammans med ytterligare fem kommuner.